# Saint-Ouën-des-Toits
Saint-Ouën-des-Toits is een gemeente in het Franse departement Mayenne (regio Pays de la Loire). De plaats maakt deel uit van het arrondissement Laval. Saint-Ouën-des-Toits telde op 1 januari 2022 1.782 inwoners.

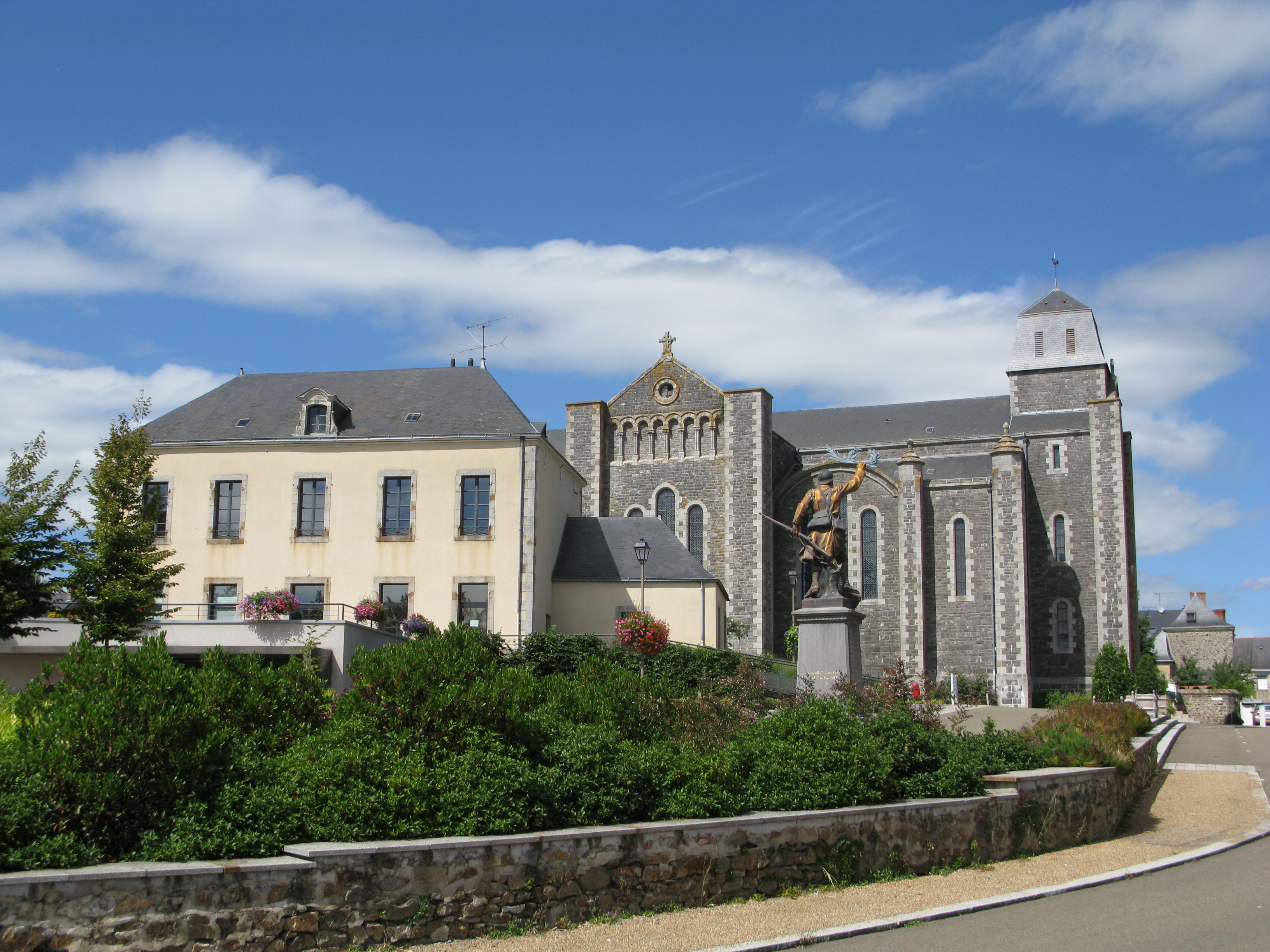
Kerk van Saint-Ouën-des-Toits
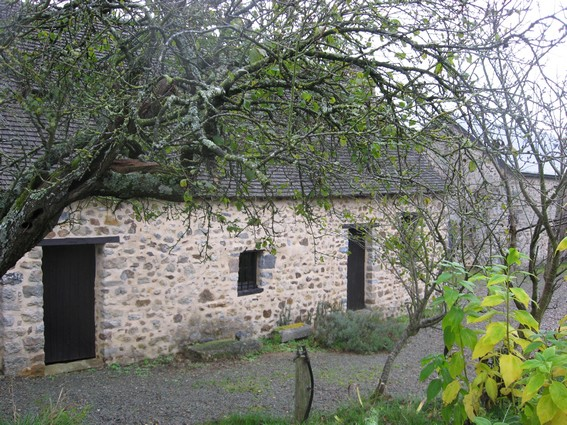
Woonhuis van Jean Chouan

## Geografie
De oppervlakte van Saint-Ouën-des-Toits bedroeg op 1 januari 2022 21,26 vierkante kilometer; de bevolkingsdichtheid was toen 83,8 inwoners per km².

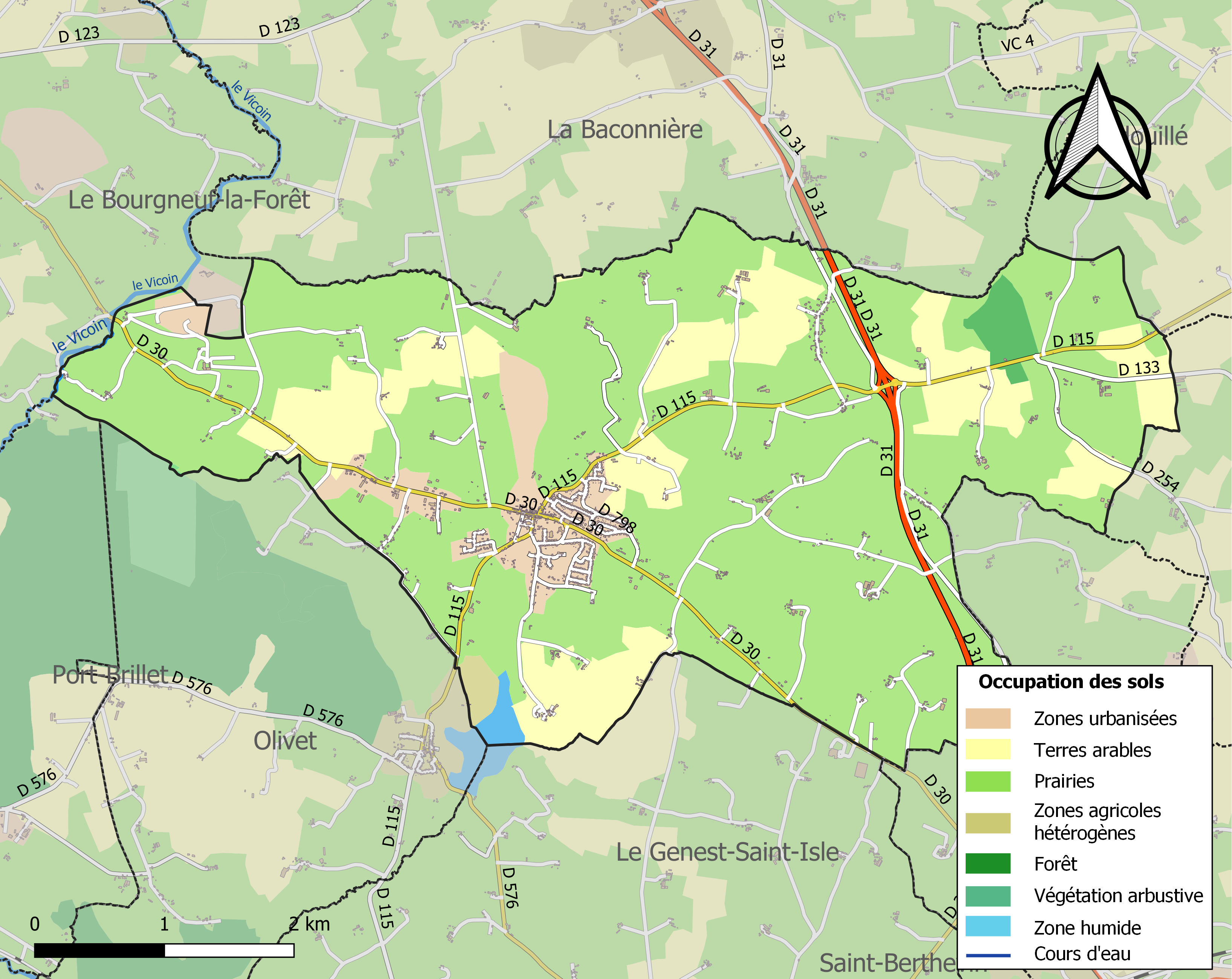
Kaart van de gemeente met de belangrijkste infrastructuur, bodemgebruik en omliggende gemeenten

## Demografie
Onderstaande figuur toont het verloop van het inwonertal (bron: INSEE-tellingen).